# Joey Mantia
Joey Mantia (* 7. Februar 1986 in Ocala, Florida) ist ein US-amerikanischer Inline-Speedskater und Eisschnellläufer. Er ist 28-facher Weltmeister im Inline-Speedskating. Seit 2004 hat er dabei regelmäßig an Meisterschaften teilgenommen und neben seinen Titeln auch zahlreiche Silber- und Bronzemedaillen gewonnen.
Er gewann 2008 den prestigeträchtigen Berlin-Marathon mit neuem Streckenrekord von 1:00:33 Stunden. Dieser konnte erst 2012 von Ewen Fernandez unterboten werden.

## Eisschnelllauf
Seit 2010 widmet sich Mantia verstärkt auch dem Eisschnelllauf. Seine Vorbilder sind Sportler wie Chad Hedrick oder Derek Parra, die den Sprung vom Inline-Speedskating zum Eisschnelllauf geschafft haben. 2012 hat er daher auch nicht mehr an den Weltmeisterschaften im Inline-Speedskating teilgenommen. 2014 hat Mantia an den Olympischen Winterspielen in Sotschi teilgenommen. Seine beste Platzierung war Platz 15 über 1000 Meter.

## Palmarès

### 2002
- JWM in Ostende
  - Gold 500 m (Bahn) und Marathon
  - Silber 300 m (Bahn) und 1000 m (Bahn)
  - Bronze 5000 m Punkte (Bahn)

### 2003
- JWM in Barquisimeto
  - Gold 300 m (Bahn), 500 m (Bahn), 1000 m (Bahn), 15000 m Auss. (Bahn), 200 m (Straße), 500 m (Straße), 5000 m Punkte (Straße), 20000 m Auss. (Straße) und Marathon
  - Silber 10000 m Punkte-Auss. (Bahn)

### 2004
- WM in L’Aquila, Sulmona und Pescara
  - Gold 5000 m Staffel (Bahn) und 10000 m Staffel (Straße)
  - Silber 10000 m Punkte-Auss. (Bahn), 5000 m Punkte (Straße) und 20000 m Auss. (Straße)
  - Bronze 300 m (Bahn) und 1000 m (Bahn)

### 2005
- WM in Suzhou
  - Gold 500 m (Bahn), 20000 m Auss. (Straße) und Marathon
  - Bronze 10000 m Staffel (Straße)

### 2006
- WM in Anyang
  - Gold 15000 m Auss. (Bahn), 10000 m Punkte (Straße), 20000 m Auss. (Straße) und Marathon
  - Silber 300 m (Bahn) und 1000 m (Bahn)
  - Bronze 5000 m Staffel (Straße)

### 2007
- WM in Cali
  - Gold 300 m (Bahn), 500 m (Bahn), 1000 m (Bahn), 500 m (Straße), 20000 m Auss. (Straße), 5000 m Staffel (Straße) und Marathon
  - Bronze 15000 m Auss. (Bahn)
- World-Inline-Cup
  - Sieger Zürich und Sursee

### 2008
- WM in Gijón
  - Gold 500 m (Straße), 10000 m Punkte (Straße) und 20000 m Auss. (Straße)
  - Silber 3000 m Staffel (Bahn) und 5000 m Staffel (Straße)
- World-Inline-Cup
  - Sieger Zug, Zürich, Biel und Berlin-Marathon

### 2009
- WM in Haining
  - Gold 300 m (Bahn), 1000 m (Bahn), 15000 m Auss. (Bahn), 3000 m Staffel (Bahn), 20000 m Auss. (Straße), 5000 m Staffel (Straße) und Marathon
  - Silber 10000 m Punkte (Straße)
  - Bronze 500 m (Bahn), 200 m (Straße)
- World-Inline-Cup
  - Sieger Cartagena und Engadin
  - 3. Platz Zürich und Margarita
  - 8. Platz Gesamtwertung

### 2010
- WM in Guarne
  - Gold 500 m (Bahn), 1000 m (Bahn)
  - Silber 300 m (Bahn), 3000 m Staffel (Bahn)
  - Bronze 20000 m Auss. (Straße)
- World-Inline-Cup
  - Sieger Incheon und Chuncheon

### 2011
- WM in Yeosu
  - Bronze 20000 m Auss. (Straße)
- World-Inline-Cup
  - Sieger Incheon

### 2012
- World-Inline-Cup
  - Sieger Jeonju

### 2013
- World-Inline-Cup
  - Sieger Incheon